# Карнация
Карна́ция (лат. caro, старофр. carnation) — тинктура в геральдике. Относится к классу геральдических эмалей. В цветной графике обозначается телесным цветом. Выражает общую идею рассматриваемого цвета, а не конкретизацию его тона или оттенка.  В монохромной графике передается двумя способами: вертикальными штрихами по всему заполняемому полю, в штрихованном чёрно-белом изображении — при условно-предусмотренном символе предполагаемого цвета, или — аббревиатурой рус. нат. Символизирует кожный покров человека, его лицо, плоть и обнажённое тело. 

## Особенности
Используется при описании цветовых вариаций и тонов в характеристике натуралистичных изображений кожной поверхности человека, его лица и обнажённых частей тела, живописных приёмов при многослойном наложении красок. В более обобщённом смысле слова — изображение человеческой кожи по сравнению с фигурой, покрытой тканями. Термин применяется при искусствоведческом описании икон. В традиционной терминологии иконописцев для обозначения изображения открытых участков тела применяют понятие «лично́е письмо».
В английской и французской геральдике лат. carnation — название цвета человеческой кожи при описании гербов. В английском блазонировании также применяется соответствующий ему термин англ. flesh-coloured; в немецком — нем. fleischfarben, в латинском — лат. carneus; в русской геральдике ему соответствует термин телесного цвета или цвет лица (натуральный телесный цвет), который при описании герба обычно не оговаривается: специфицируется только особей окрас в цвете кожного покрова (чёрный, красный и т. п.).

## Геральдические примеры
- Герб коммуны Альбисхайм
- Герб Рязанского княжества
- Рублёв «Троица»[2]
- Герб Ордена Святого Гроба Господнего Иерусалимского
- Герб Засекиных
- Герб Киевского княжества
- Герб Новой Шотландии

## Примечание
1. ↑  Стародубцкв Н. Н. Иллюстрированный словарь по геральдике. — Донецк, 1996.- С. 235.- ISBN 5-87420-084-8
2. ↑  В «Троице» Рублёва, XV век, карнация ангелов — темного оттенка, с использованием оливковых тонов.